# Batalha de Esfactéria
A batalha de Esfactéria foi um confronto militar travado em 425 a.C., durante a guerra do Peloponeso, no qual ocorreu a vitória dos atenienses sobre Esparta. É uma etapa importante da história militar, dado que uma tropa de infantaria ligeira venceu uma falange de hoplitas.

## Os desembarques
A frota ateniense ia para a assediada Corcira, mas teve de refugiar-se no golfo de Pilos após uma tempestade. O estratego Demóstenes manteve com ele cinco trirremes atenienses, além de dois que chegaram do seu aliado Naupato. Frente da ameaça sobre o território messênio, Esparta atacou Pilos sem sucesso; depois ocupou o ilhote de Esfactéria.
Durante esse tempo, a frota ateniense conseguiu libertar Corcira da influência espartana, e regressou para ajudar Demóstenes. Cerca de 420 hoplitas lacedemônios, a metade deles cidadãos espartanos, encontravam-se cercados no ilhote.

## O assédio
As negociações entre Esparta e Atenas começaram. Para obter o direito de aprovisionar a tropa de Esfactéria, Esparta devia entregar 60 trirremes. O demagogo Cleón mandou paralisar as negociações reclamando ademais os portos de Mégara e Trezém, bem como Acaia. Os espartanos não aceitaram as condições de Atenas e conseguiram fornecer Esfactéria com a ajuda de nadadores.
Cleón, desafiado pelos seus concidadãos a conseguir a vitória, uniu-se a Demóstenes. Levando com ele um contingente de peltastas e de arqueiros, Cleón jactou-se de conseguir a vitória em vinte dias.

## A batalha

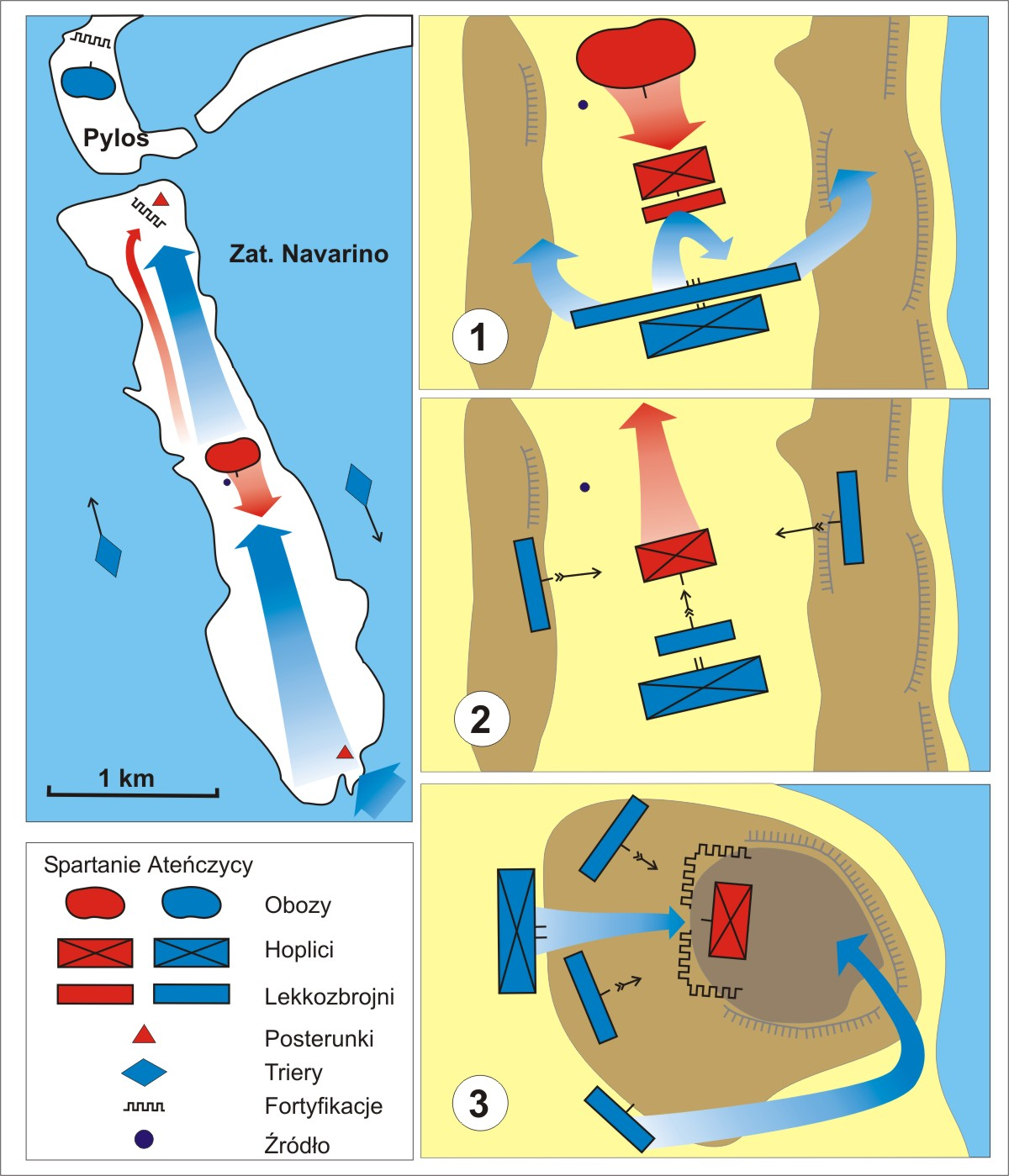
Diagrama da batalha.

Os atenienses desembarcaram antes da alba, empurraram os postos avançados espartanos e progrediram na ilha. O grosso das forças espartanas avançou em direção aos atenienses.
Os hoplitas espartanos não podiam travar batalha contra os hoplitas atenienses por temor a que os peltastas inimigos  atacassem os seus flancos e as suas retaguardas. Os peltastes que não carregavam nem armadura nem pesados escudos esquivavam facilmente a carga dos hoplitas espartanos. Estes eram fustigados sem descanso, sob uma chuva de projéteis de funda, de setas e de dardos, todos estes projetis lançados desde menos de 50 metros. O seu comandante, Epitadas, foi morto; o seu segundo, Estifon, foi ferido.
Os espartanos retiraram-se ao seu posto avançado, num forte em ruínas. Um comandante messênio conduziu as suas tropas ao longo da aresta de uma falésia, alcançando a retaguarda dos espartanos. Cercados, esgotados, os espartanos capitularam. 292 hoplitas foram feitos prisioneiros, dos quais 120 eram cidadãos. Os atenienses perderam por volta de 50 homens.
Os acontecimentos de Esfactéria provocaram uma grande comoção na Grécia: pela primeira vez, os espartanos preferiam entregar-se antes de falecer! Uma grave crise sacudiu a cidade, desmoralizada, e conduziu à matança de 20 000 hilotas. A presença de um posto ateniense em Pilos punha em perigo o conjunto do território messênio, imobilizando assim uma guarnição lacedemônia na região. Por fim, Atenas ameaçou com matar os prisioneiros de Esfactéria se os espartanos não suspendiam as suas invasões anuais da Ática.
Os cidadãos espartanos que capitularam foram desterrados de Esparta e foram espoliados de todos os seus bens.
A batalha demonstrou de maneira brilhante o valor das tropas ligeiras, pois os espartanos foram vencidos sem as tropas de hoplitas entrarem em combate.
Os lacedemônios permaneceram 72 dias assediados na ilha, desde a batalha de Pilos até a travada em Esfactéria. A expedição partira a princípios de maio e os combates em Pilos começaram por volta de 25-30 de maio. A vitória final em Esfactéria aconteceu por volta de 10 de agosto de 425 a.C.

## Consequências
Apesar da derrota, os espartanos, até serem derrotados em Leuctra, diziam que nunca haviam sido derrotados em batalha, alegando que nas Termópilas Leônidas havia sido vencedor, porém com um número insuficiente para destruir os persas, e em Esfactéria, Demóstenes não havia vencido, mas usado um truque.